# Аргириадис, Павлос
Павлос Аргириадис (греч. Παύλος Αργυριάδης, фр. Paul  Argyriadès; также Пьер (фр. Pierre Argyriades); при рождении Панайотис Аргириадис (фр. Panagiotis Argyriadès; Кастория, Османская империя; 15 августа 1849 — Париж 19 ноября 1901) — видный французский и греческий анархист, революционер, юрист и издатель, из греческих македонян.

## Биография
Павлос (Панайотис) Аргириадис родился в 1849 году в зажиточной семье в западномакедонском, городе Кастория, бывшем тогда в составе Османской империи. Учился в Константинополе. Покинув страну ещё юношей, скитался по Европе и долго проживал в Румынии. В 1872 году обосновался в Париже, где изучал юриспруденцию на факультете права. В 1873 году был делегирован Грецией на международный Конгресс ориенталистов, первая сессия которого проходила в том году в Париже, а вторая — в сентябре следующего года (1874) в Лондоне. В 1875 году опубликовал брошюру «Смертная казнь» (фр. La Peine de mort), которую цитировал с сенатской трибуны несменяемый сенатор, противник смертной казни Виктор Шельшер (21 июня 1876). Аргириадис посвятил себя изучению социалистического движения.
В 1880 году он получил французское гражданство и смог вступить в Парижскую коллегию адвокатов (фр. Barreau de Paris). В роли адвоката неоднократно защищал периодические издания социалистов, в том числе реймсский «Défence des Travailleurs». В 1883 году возложил венок на могилу убитого в 1871 году генерала-бланкиста Гюстава Флуранса и организовал общественную манифестацию. Позже он возбудил протесты парижан против визита Альфонсо XII, назначенного в сентябре 1883 полковником прусских уланов. На муниципальных выборах 1884 года в Париже представлял революционеров-социалистов, но не был избран. Основал альманах социалистов «La Question Sociale» и был его директором с января по декабрь 1885 года.
В 1885 году женился на Луизе Наполье (Louise Napolier), которая стала его соратницей в социалистическом движении и издательской деятельности. Семья обосновалась в Марселе. Их дети: Николя, более известный как Платон (фр. Nicolas Platon-Argyriades; 1888—1968) и Марианна (в замужестве Аржи-Руссо).

## Вклад в социалистическое движение Греции и Балкан
Теоретические тексты Аргириадиса публиковались в анархической газете греческого города Пиргос «Новый Свет» («Νέον Φως»1899) и в афинской газете «Социалист» («Σοσιαλιστής» 1893—1899) Ставроса Каллергиса. Этим не ограничивается его вклад в организацию социалистического движения в Греции. Аригириадис оказал содействие первым греческим социалистам деньгами и в налаживании необходимых международных контактов. Аргириадис оказал всевозможную помощь Каллергису, когда последний прибыл в Париж без средств к существованию и наладил его контакты с анархистскими и социалистическими кругами. Другой его инициативой, связанной с Грецией и Балканами, стал «Международный Союз Балканской Федерации», который с 1884 года был представлен в Греции «Греческим Обществом Балканской Федерации» и одноимённым печатным органом. «Международный Союз Балканской Федерации» находился под непосредственным влиянием Аргириадиса. На съезде «Союза» в 1894 году он был председателем и основным докладчиком.

### Позиция в Македонском вопросе
Аргириадис считал падение «режима турок», которых он считал единственными ответственными за столкновениями между балканскими народами, вопросом времени. Эти народы должны были выйти из под контроля Великих держав и освободиться от османского ига. Конечной целью ему виделось создание 10 «отдельных — федеральных государств», которые бы создали Балканскую Федерацию: Греция с Критом, Болгария, Румыния, Сербия, Черногория, Босния-Герцеговина, Македония с Албанией, Фракия, Армения, Побережье Малой Азии.
О Македонии Аригириадис давал такое объяснение своим предложениям: "Македония, которая как вы знаете населяется населениями различного происхождения смешанными между собой «…создаст вместе с Албанией федеративное государство, положив конец противоборству стран, которые её окружают и имеют претензии на неё».
В своей попытке создания будущей Балканской Федерации, социалист Аригириадис искал решение в назревающем Македонском вопросе, который мог стать яблоком раздора между балканскими государствами. Его видение и предложение не имеют никакого отношения к идеологеме македонизма, возникшей на территории Югославии в 40-х годах XX века.
Будучи греком македонянином, в 1896 году, за год до начала греко-турецкой войны, когда в Греции царила атмосфера иррендентизма, где первыми целями были освобождение Крита и Македонии, социалист Аргириадис шёл против течения и писал в журнале Almanach de la Question sociale et de la libre pensée: 
Македония имеет около двух миллионов пятисот тысяч жителей, говорящих на греческом, болгарском, сербском, албанском, румынском и т. д. языках. Она составлена из различных национальностей. Не знаю точно доминирует ли греческий или болгарский элемент численно — в то время как сербы и румыны уступают. Во всяком случае, никто не превышает общее число трёх других. Полуостров Халкидики, часть Фессалии, как и всё средиземноморское побережье населяется греками. Сегодняшние Салоники — греческий город, как и большое число городов страны. Таковыми (греческими) являются Эласон, Козани, Сьятиста, Верия, Кесария, Кастория, Кайляри, Науса, Сере, Мелник и т. д. На севере преобладает болгарский и сербский элементы. Румынские сёла разбросаны по высокогорьям и контролируют горные проходы и перевалы. Но румынский элемент малочислен. С точки зрения решения Македонского вопроса — все эти различные элементы смешаны по всей стране и нельзя заявить, что какая либо провинция населена только одним из них. Национальности перемешаны одна с другой во всех провинциях, следовательно невозможно разделить македонские провинции и роковым образом подавить остальные элементы, если одно из малых государств, претендующих на неё (Македонию), Греция, Болгария или Сербия, получат всю страну, исключая остальных. Следует рассмотреть в этом вопросе, решение удовлетворяющее македонскому населению любой национальности. Решение не в разделе Македонии, не в присоединении к одному государству, что было бы несправедливым, а в её полной независимости и абсолютной автономии, с единым федеральным правлением её провинций и абсолютной децентрализацией и автономией общин, так чтобы муниципалитеты действовали по своему усмотрению в вопросах образования и языка.

## Писательская и издательская деятельность
С 1886 года и до самой своей смерти в 1901 году, Аргириадис издавал в Париже популярное обозрение «Общественный вопрос» («Question Sociale»), которое стало «делом его жизни». Сам он описывал это издание как «Обозрение идей коллективизма, коммунистических и анархических, а также происходящих из революционных движений двух веков». Впоследствии он переименовал его в «Almanach de La Question Sociale et de la Libre pensee».
С 1897 по 1899 год он писал в «социалистическом органе» «La Bataille» (1895—1902). Он сохранял связи с патриотически настроенными анархистами, как например с итальянцем А. Чиприани. и бланкистами, так и с русскими «народниками» и «нигилистами». В 1898 году он стал членом Центрального комитета бланкистской «Социалистической Революционной Партии» Франции («Parti Socialiste Revolutionnaire», P.S.R., 1898—1901), которая была продолжением Центрального Революционного комитета «Comite Revolutionnaire Central», C.R.C., созданного в 1881 году, сразу после смерти Бланки. Аргириадис умер 19 ноября 1901 года в Париже и был похоронен с соблюдением гражданского ритуала.